# Aleksandr Korneliuk
Aleksandr Korneliuk (Unión Soviética, 28 de junio de 1950) es un atleta soviétíco retirado, especializado en la prueba de 4 x 100 m en la que llegó a ser subcampeón olímpico en 1972.

## Carrera deportiva
En los JJ. OO. de Múnich 1972 ganó la medalla de plata en los relevos 4 x 100 metros, con un tiempo de 38.50 segundos, llegando a meta tras Estados Unidos (oro con 38.19 segundos que fue récord del mundo) y por delante de Alemania Occidental (bronce), siendo sus compañeros de equipo: Vladímir Lovetski, Yuris Silovs y Valeri Borzov.